# Thám châm nha chu
Thám châm nha chu là một dụng cụ trong nha khoa thường được sử dụng bộ dụng cụ nha khoa.  Nó thường dài, mỏng và tù ở đầu. Thám châm nha chu chủ yếu được sử dụng để đo chiều sâu túi lợi quanh răng nhờ đó kiểm tra vùng quanh răng. Người ta thường khắc độ dài vào đầu thám châm để tính toán chính xác.

## Sử dụng

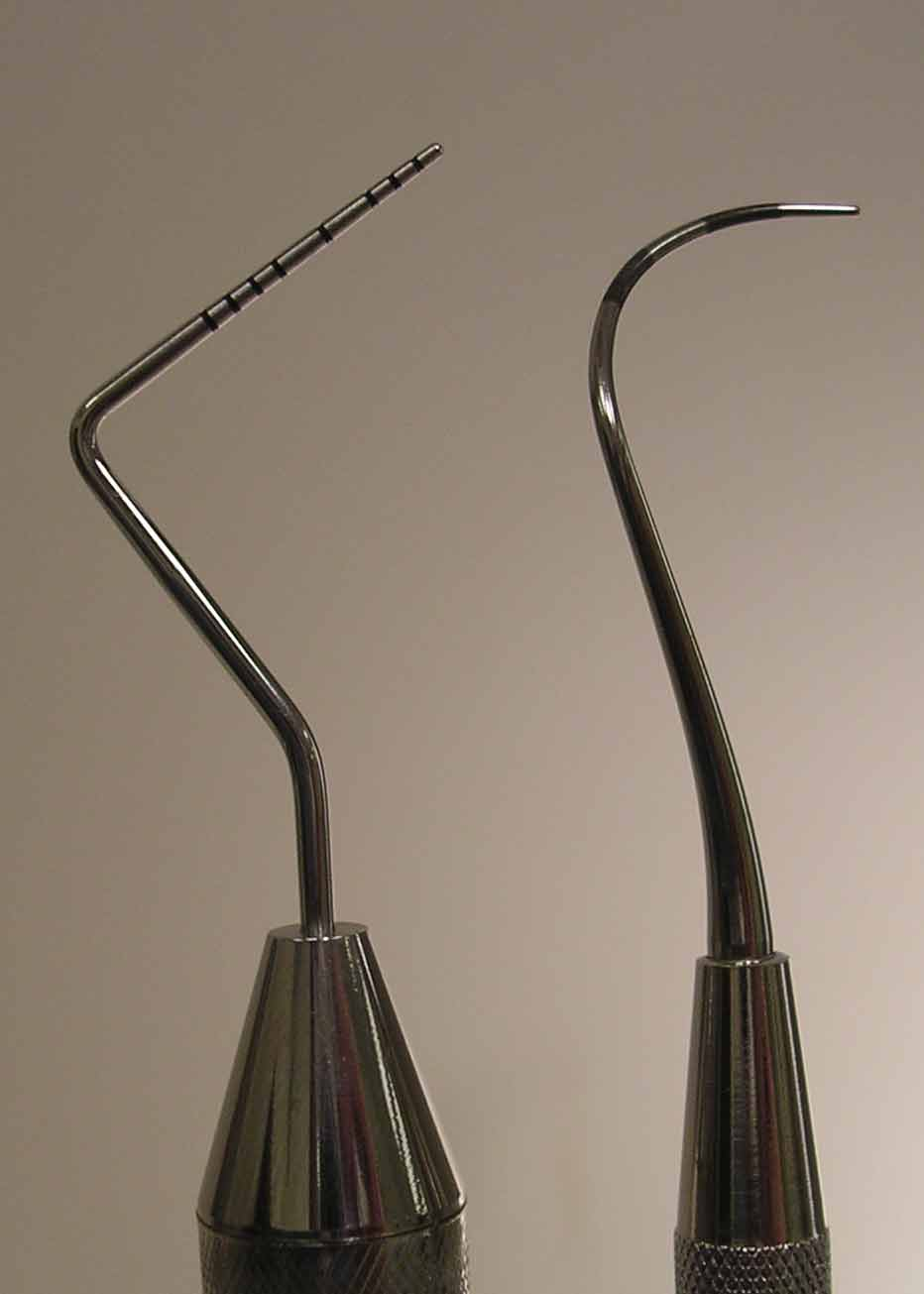
THám châm Michigan O với dấu Williams (bên trái) và thám châm Naber với chiều dài mỗi đoạn tương ứng là 3 mm (phải).

Cần sử dụng đúng cách thám châm nha chu để đảm bảo độ chính xác. Đầu dụng cụ được ấn xuống với áp ứng nhẹ tương đương khoảng10-20 gram vào túi lợi vùng nằm giữa răng và mô xung quanh. Chú ý giữ thám châm song song với  đường đi của chân răng và ấn thám châm xuống dưới đáy túi lợi. Theo đó, lợi sẽ che phủ một phần đầu thám châm. Vạch rõ đầu tiên trên túi lợi sẽ cho biết chiều sâu của túi lợi. Trung bình, túi lợi bình thường sẽ sâu khoảng 3mm và không bị chảy máu khi thăm khám. Túi lợi sâu hơn 3mm có thể liên quan đến tách lợi khỏi răng và quanh xương huyệt răng, biểu hiện ở viêm quanh răng.  Túi lợi sâu hơn 3 mm cũng có thể là biểu hiện của lợi phì đại.

## Phân loại
Có nhiều loại thám châm khác nhau, mỗi loại lại có đơn vị đo khác nhau ở đầu mỗi dụng cụ. Ví dụ, thám châm Michigan O được đánh dấu ở các vị trí 3 mm, 6 mm and 8 mm  và thám châm  Williams có đường chu vi 1 mm, 2 mm, 3 mm, 5 mm, 7 mm, 8 mm, 9 mm, and 10 mm.  Thám châm PCP12 với dấu Marquis có chiều dài mỗi đoạn tương ứng là 3 mm.  Khác với hai loại trên, thám châm Naber cong và được dùng để đo vùng phân nhánh giữa các chân răng.